# Rubisama
Rubisama（／ rubisama，1992年2月22日—）是一名日本女性Galgame原画师，插画家及虚拟YouTuber。其代表作品有逝去的你，馆里苏醒的罪恶及真爱的百合被染成红色等。曾经是SkyFish的成员，目前为自由职业者。其绘画作品风格包括猎奇，虐待等类型。

## 经历
学生时代，她通过電撃G's_magazine对Galgame产生了兴趣，并进入一所学校学习插画绘制。在学习期间，她得到了SkyFish的认可，并在毕业后得以加入了该公司。
于2020年秋季，在Twitter上宣布订婚，并搬到四国居住。